# Kousuke Atari
Kousuke Atari (中孝介, Atari Kōsuke ; Naze, 13 juli 1980) is een Japanse popzanger.

## Discografie

### Albums
| Release               | Titel                                               | Chart | Chart |
| Release               | Titel                                               | Japan | Azië  |
| --------------------- | --------------------------------------------------- | ----- | ----- |
| 11.10.2006            | Natsukasha no Shima (なつかしゃのシマ) - Mini album | 65    |       |
| 03.11.2006 03.11.2006 | Chung Dong Xin Xian (触動心弦)                      |       | 1     |
| 11.07.2007            | Yurai Bana (ユライ花)                               | 7     |       |
| 13.07.2007 18.07.2007 | Hua Jian Dao (花間道)                               |       | 5     |

### Singles
|   | Titel                                                                      | Release    |
| - | -------------------------------------------------------------------------- | ---------- |
| 1 | Sorezoreni (それぞれに)                                                    | 01.03.2006 |
| 2 | Omoide no Sugu Sobade / Mahiru no Hanabi (思い出のすぐそばで / 真昼の花火) | 28.06.2006 |
| 3 | Hana (花)                                                                  | 11.04.2007 |
| 4 | Tane wo Maku Hibi (種をまく日々)                                           | 14.11.2007 |
| 5 | Haru (春)                                                                  | 09.04.2008 |
| 6 | Kizuna (絆)                                                                | 03.09.2008 |